# Stala socken
Stala socken i Bohuslän ingick i Orusts östra härad, ingår sedan 1971 i Orusts kommun och motsvarar från 2016 Stala distrikt.
Socknens areal är 52,11 kvadratkilometer varav 51,55 land. År 2000 fanns här 2 064 invånare. Tätorterna Varekil och Svanvik samt sockenkyrkan Stala kyrka ligger i socknen, medan Skåpesund med Skåpesundsbron utgör gräns mot Valla socken och Tjörns kommun.    

## Administrativ historik
Stala socken har medeltida ursprung.
Vid kommunreformen 1862 övergick socknens ansvar för de kyrkliga frågorna till Stala församling och för de borgerliga frågorna bildades Stala landskommun. Landskommunen inkorporerades 1952 i Tegneby landskommun som uppgick 1962 i Östra Orusts landskommun som 1971 uppgick i Orusts kommun.
1 januari 2016 inrättades distriktet Stala, med samma omfattning som församlingen hade 1999/2000.  
Socknen har tillhört län, fögderier, tingslag och domsagor enligt vad som beskrivs i artikeln Orusts östra härad. De indelta båtsmännen tillhörde 1:a Bohusläns båtsmanskompani..

## Geografi och natur
Stala socken ligger på södra Orust med Stigfjorden i söder med skärgård som Rossön som är en halvö, och Valön. Socknen består av dalgångsbygder mellan bergshöjder och klippiga öar.
I socknen finns fyra naturreservat. Råssö och Svanvik ingår i EU-nätverket Natura 2000, liksom Stigfjorden som delas med Klövedals, Stenkyrka och Valla socknar i Tjörns kommun, medan Valön som delas med Tegneby socken är ett kommunalt naturreservat.
En sätesgård var Svanviks säteri.
Från 1912 till 1961 låg tingsstället för Orusts västra, Orusts östra och Tjörns härader i Varekil.

## Fornlämningar
Flera boplatser och två dösar från stenåldern har påträffats. Från bronsåldern finns gravrösen. Från järnåldern finns fem gravfält och tre fornborgar. En runsten är funnen vid Norra Haga.

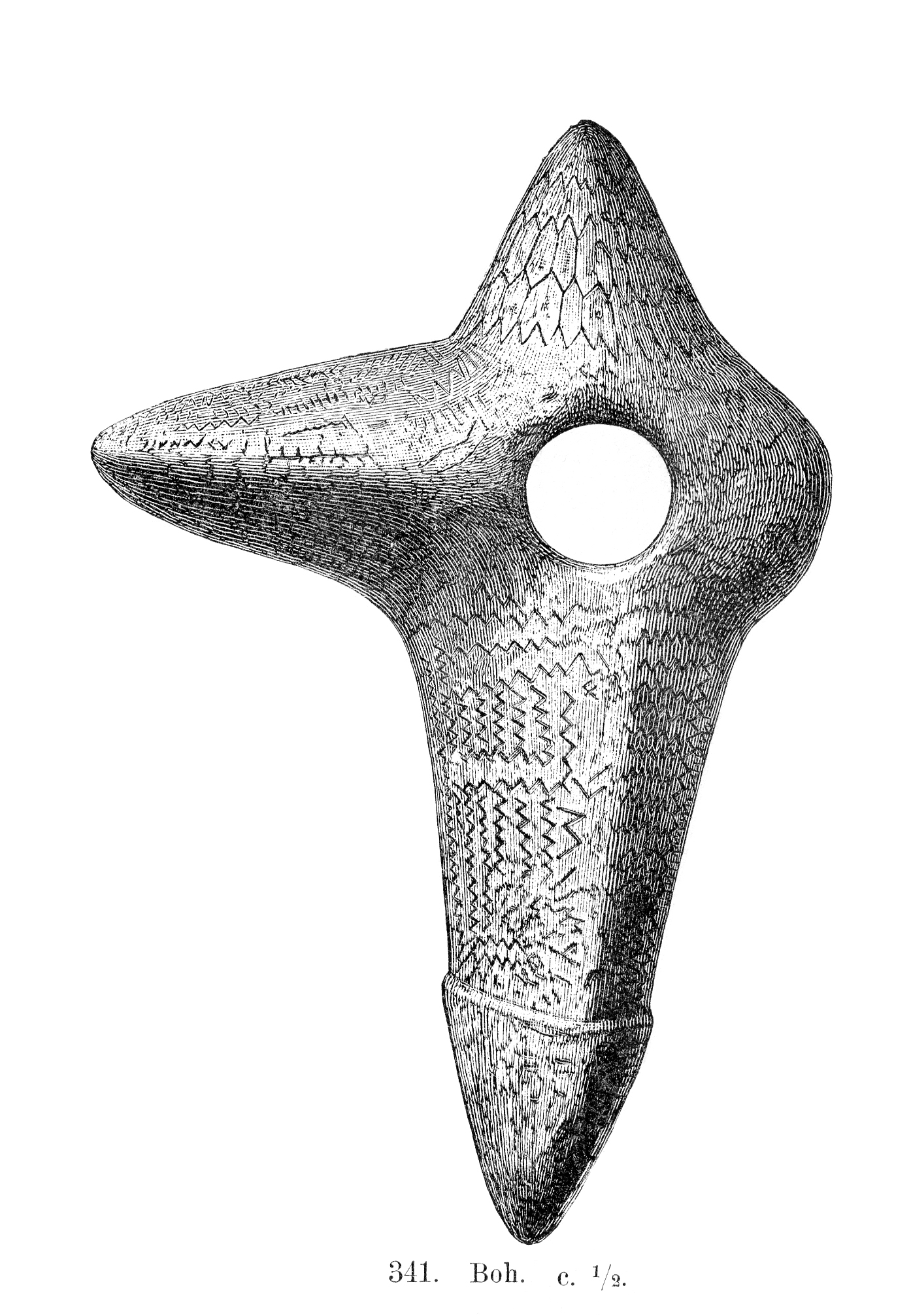
En 8000 år gammal fyrarmad spetshacka från Viddeberget vid Bråttkärr i Stala socken.
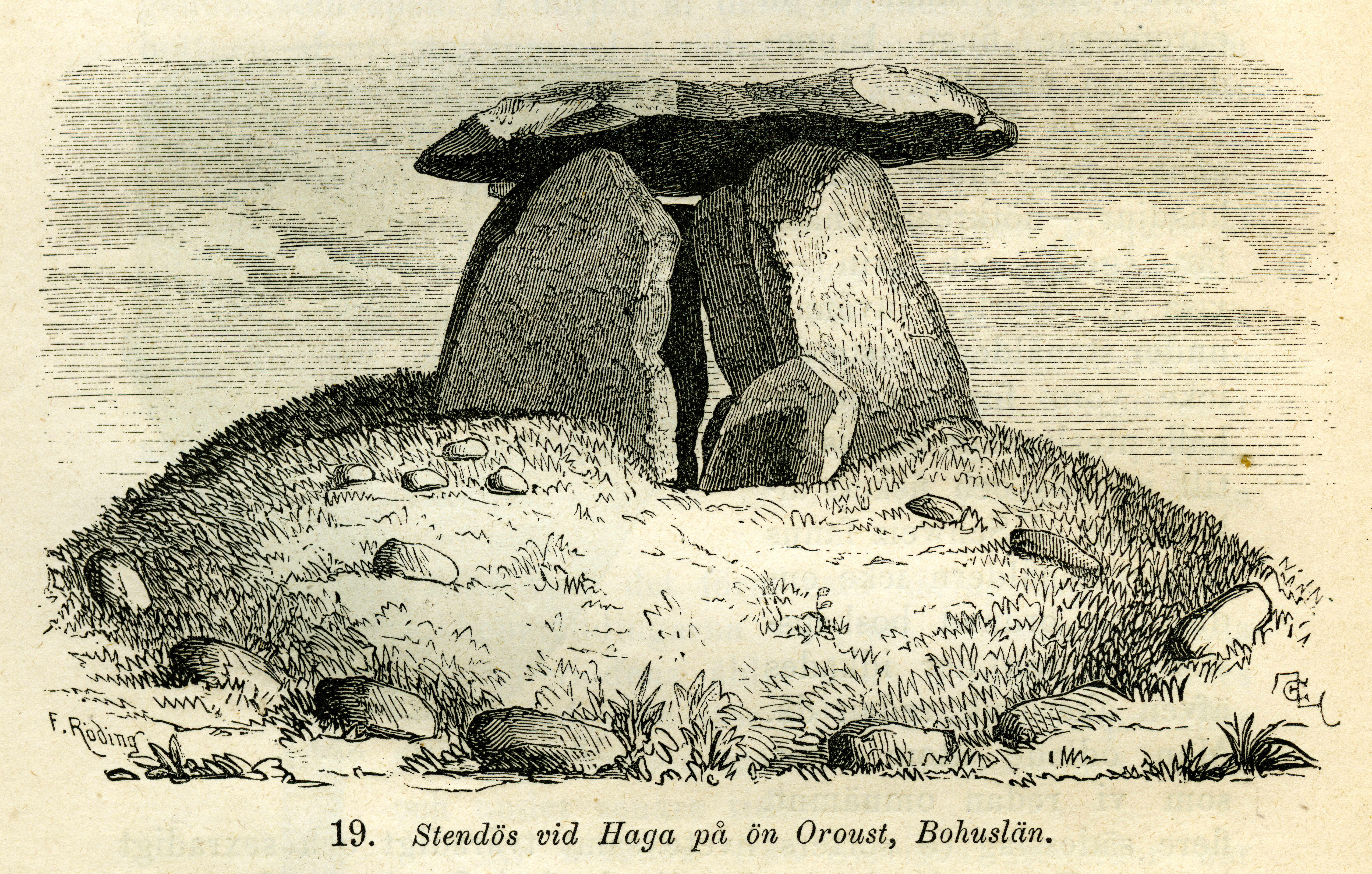
Ett träsnitt av Hagadösen (RAÄ-nummer Stala 81:1) publicerat 1873.
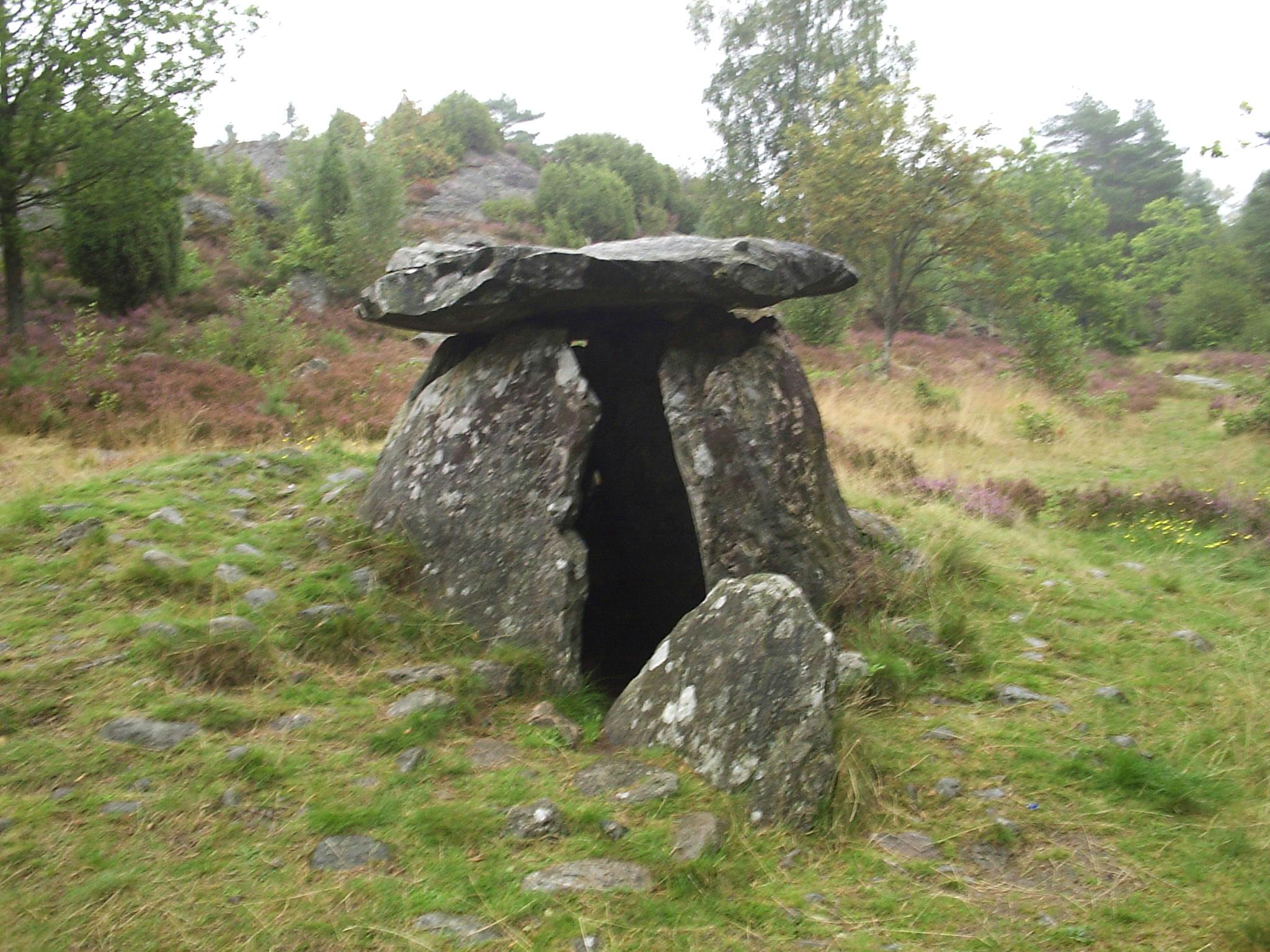
Foto av Hagadösen från 2005.

## Befolkningsutveckling
Befolkningen ökade från 990 1810 till 2 119 1850. Därefter höll den sig någorlunda jämn till 1880 års befolkningstal på 2 036 varefter den minskade till 896 1960 då befolkningen var som minst under 1900-talet. Därefter vände folkmängden uppåt på nytt till 1 945 1990.

## Namnet
Namnet skrevs 1399 Stadhlla och kommer från en gård. Namnet innehåller stodhull/stöl, 'säteribyggnad'.